# Laxsjö
Laxsjö er kyrkby i Laxsjö socken i Jämtland i Sverige og en småort i Krokoms kommun i Jämtlands län, som ligger ved søen Laxsjön.

## Historie
Det første hus i Laxsjö blev bygget i 1754. Et monument til minde om dette blev rejst 100 år senere, i 1854.
I 1846 blev den første skole i Laxsjö indviet. Tanken med denne skole var frem for alt at samerbørnene i området skulle have undervisning i kristendom. Skolen fik navnet Lappskolan.
I 1874 påbegyndtes byggeriet af Laxsjö kyrka. Sogneboerne bidrog ved at donere virke og andet materiel, samt at lave dagsarbejde, og kirken blev indviet i 1884.
I slutningen af 1800-tallet udvandrede omkring 70 personer til USA, hovedsageligt til Minnesota.
I 1891 stiftedes i Laxsjö IOGT-logen Framtidshopp N:o 1636, som i 1899 påbegyndte indsamlingen til opførslen af et ordenshus. Huset stod klart i 1906 og blev længe brugt flittigt til logemøder, fester og revyer. I midten af 1950'erne købte logen en filmprojektor, og Ordenshuset blev en populær biograf i nogle år frem til 1961, hvor tv'et fik sit gennembrud.
Den første erhvervsvirksomhed blev etableret sidst i 1920'erne i form af blandt andet en vognmandsforretning til diverse transporter til blandt andet vejbyggeri, og et busselskab til gods- og persontransport til Östersund og Strömsund. Mellem 1930 og 1940 fandtes der fire butikker i byen, og 6-7 i hele sognet.
I 1944 opførtes Laxsjö forsamlingshus, blandt andet fordi man ikke tillod dans i Ordenshuset. Byggeriet tog otte måneder.

## Bebyggelsen
I 2013 rummede byen to vognmandsforretninger, et kontor med 3-4 personer og en kombineret butik og tankstation. Forsamlingshuset er stadigvæk aktivt og ved Laxsjön findes der en campingplads med sandstrand.
De fleste arbejdende pendler til Östersund, Strömsund samt Norge. En stor del af boligerne benyttes som fritidshuse.
Laxsjö er om vinteren også et knudepunkt for snescooterture mod blandt andet Ottsjön, Harvattnet og Lakavattnet.

### Trykte kilder
- Larsson, Margareta (2004). Bilderna berättar - om Laxsjö by i norra Jämtland (svensk). Östersund: Jengel förlag. ISBN 91-88672-20-4.
- Svenska Turistföreningens årsskrift / 1898 / 198 (1886) i Svenska Turistföreningens årsskrift 1898

### Onlinekilder
- Laxsjö Bygdegård